# 9-й військовий округ (Третій Рейх)

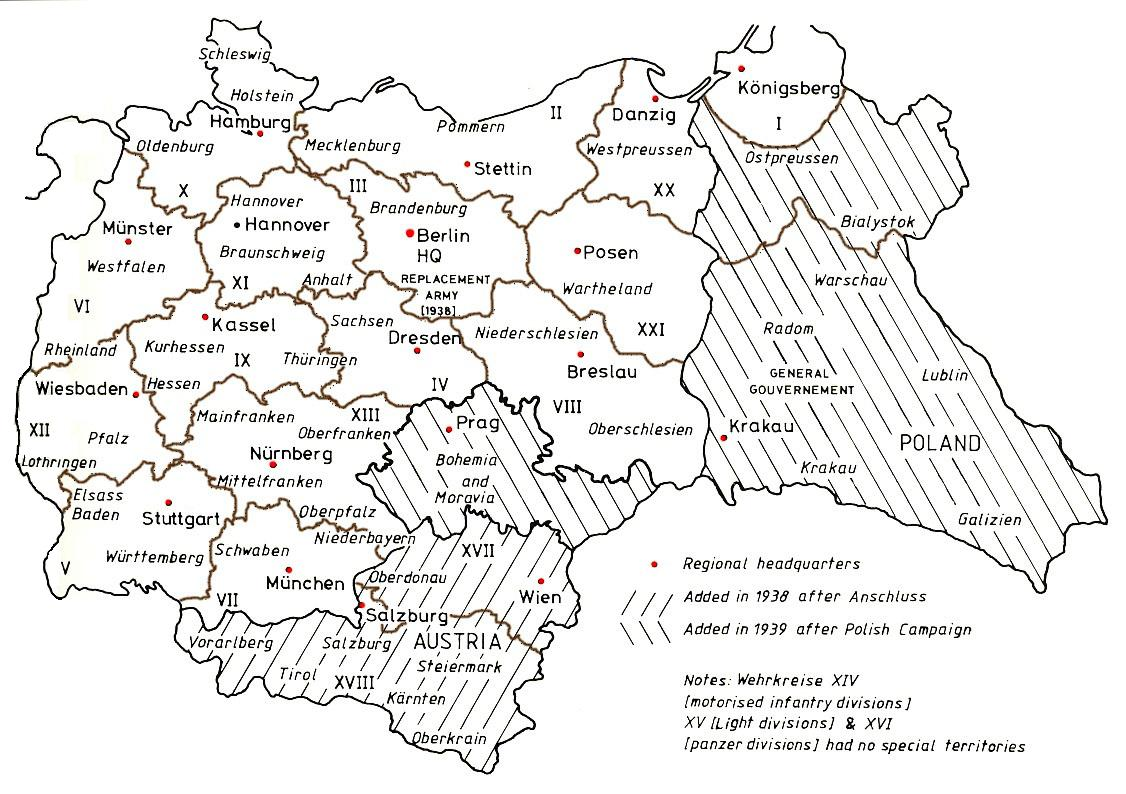
Карта військово-адміністративного розподілу Третього Рейху на 1944 рік

9-й військовий округ (нім. Wehrkreis IX) — одиниця військово-адміністративного поділу Збройних сил Німеччини за часів Третього Рейху.

### Командування
Командувачі
- генерал від інфантерії Рудольф Шнівіндт (нім. Rudolf Schniewindt) (1 вересня 1939 — 1 травня 1942);
- генерал від інфантерії Пауль Отто (нім. Paul Otto) (1 травня 1942 — 1 травня 1943);
- генерал від інфантерії Отто Шеллерт (нім. Otto Schellert) (1 травня 1943 — 15 січня 1944);
- генерал кавалерії Філіпп Клеффель (нім. Philipp Kleffel) (15 січня — 16 квітня 1944);
- генерал від інфантерії Отто Шеллерт (16 квітня — 9 грудня 1944);
- генерал від інфантерії Теодор Печ (нім. Theodor Petsch) (9 грудня 1944 — березень 1945);
- генерал артилерії Максиміліан Фреттер-Піко (нім. Maximilian Fretter-Pico) (березень — 8 травня 1945).